# Мийна морска гъба
Мийните морски гъби (Spongia officinalis) са вид рогови от семейство Spongiidae.
Таксонът е описан за пръв път от Карл Линей през 1759 година.

## Подвидове
- Spongia officinalis mollissima